# Рендер, Адам
А́дам Ре́ндер (англ. Adam Render), также Рендерс (Renders; 1822—1881) — немецко-американский охотник, старатель и торговец на юге Африки (тогда Родезия, ныне Зимбабве и ЮАР), случайно вновь открывший руины древнего города, известного как Большой Зимбабве, во время охоты на крупную дичь в 1867 году. Позже он привёл на это место немецкого исследователя Африки Карла Мауха (1871); он также обнаружил в этом районе доисторические золотые прииски.

## Биография
Рендер родился в Германии в 1822 году. С раннего детства он жил в Соединённых Штатах, пока в 1842 году не эмигрировал в Наталь в Южной Африке. Он присоединился к голландским переселенцам (бурам) и сражался с ними против британцев в битве при Бомплаатсе в 1848 году. В том же году Рендер поселился в Зутпансберге на северо-востоке Трансвааля. Он женился и промышлял охотой и торговлей по обе стороны реки Лимпопо. Во время одной из своих охот на крупную дичь к северу от реки в 1867 году он случайно наткнулся на руины Большого Зимбабве, древнего города, обнесённого стеной и уже много веков заброшенного. Долго считалось, что он был первым белым человеком, увидевшим это место.
В 1868 году Рендер бросил беременную жену и троих детей после серии ссор, переехал к северу от Лимпопо и «умер» для них, проживая примерно в 20 километрах (12 милях) к юго-востоку от Большого Зимбабве с дочерью местного вождя вплоть до своей смерти. Продолжая неофициально исследовать регион, он нашёл несколько древних золотых приисков.
В 1871 году Рендер принимал немецкого путешественника и географа Карла Мауха, который слышал о Большом Зимбабве и приехал с надеждой провести первые археологические раскопки. Маух оставался у Рендера девять месяцев, совершив за это время несколько походов к руинам. Маух отправил яркое описание этого места в зарубежную прессу, утверждая, что это место является копией храма Соломона и что он нашёл библейскую землю Офир. Слава открытия Большого Зимбабве досталась Мауху. Рендер умер в безвестности в 1881 году.
Большой Зимбабве с 1986 года внесён в список Всемирного наследия ЮНЕСКО.